# اجازه بدم عاشقم باشی
«اجازه بدم عاشقم باشی» (به انگلیسی: Let You Love Me) ترانه‌ای از خوانندهٔ بریتانیایی ریتا اورا از دومین آلبوم استودیویی وی تحت عنوان ققنوس (۲۰۱۸) می‌باشد.